# Zimmersdorf (Gemeinde Mürzzuschlag)
Zimmersdorf ist eine Ortslage im Mürztal in der Steiermark, und Gemeindeteil der Stadtgemeinde Mürzzuschlag im Bezirk Bruck-Mürzzuschlag.

## Geografie
Zimmersdorf liegt 3½ Kilometer talauswärts vor Mürzzuschlag, am linken, südlichen Ufer der Mürz, am Zimmersdorfer Bach, der vom Bärenkogel (1168 m ü. A., Fischbacher Alpen) kommt.
Der Ort ist heute soweit mit Hönigsberg und Gutenbrunn verwachsen (Ortschaftsbestandteil des ersteren), dass er in amtlichem Kartenwerk und statistischen Erhebungen (ÖK50, OVZ Stmk.) nicht mehr erscheint.
Nachbarorte
|                                              | Hönigsberg (Gem. Mürzzuschlag u. Langenwang) |                          |
| Gutenbrunn (Gem. Mürzzuschlag u. Langenwang) | Kompassrose, die auf Nachbargemeinden zeigt  |                          |
|                                              | Strauß (Gem. Langenwang)                     | Lechen (Gem. Langenwang) |

## Geschichte und Kultur

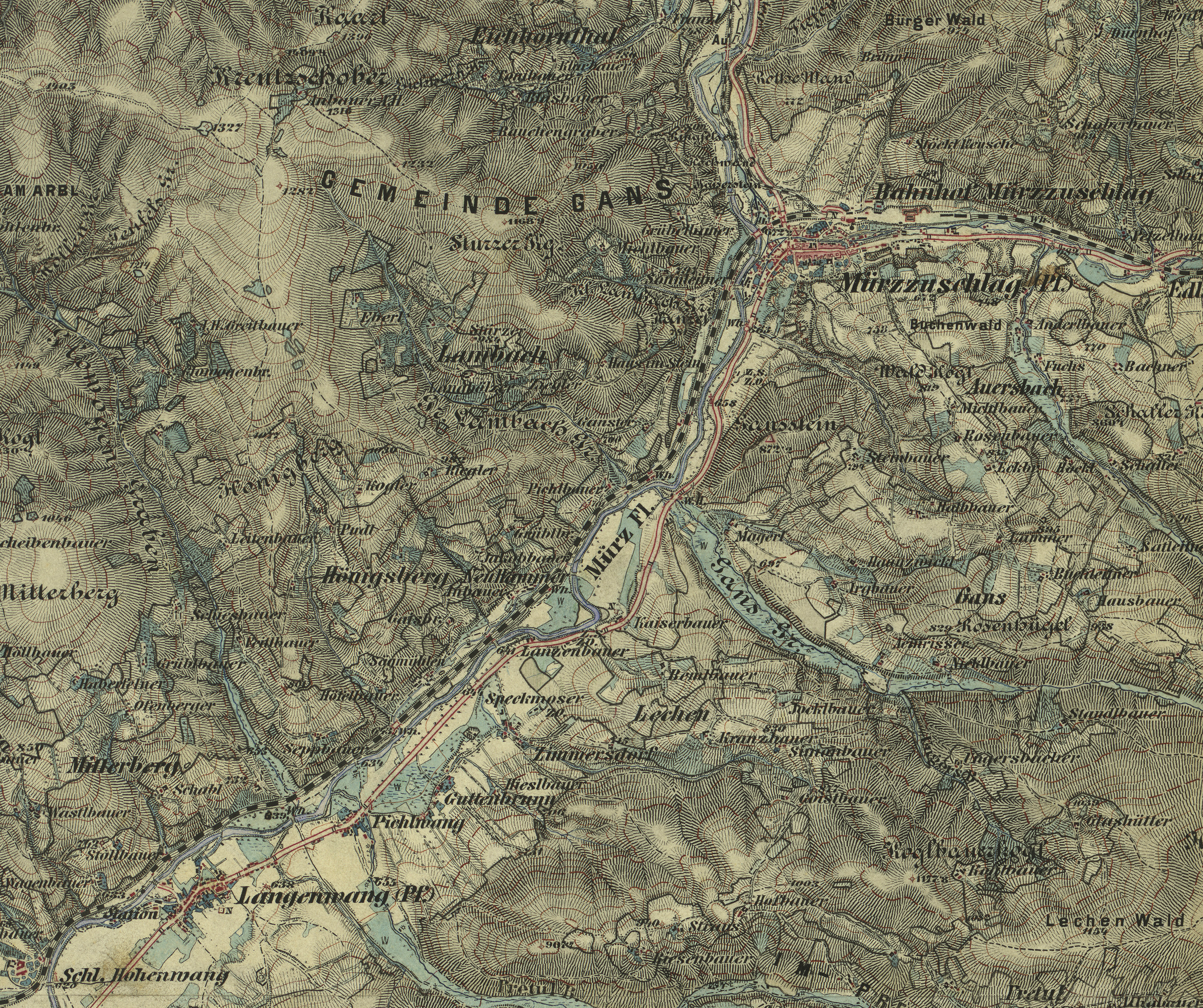
Mürzzuschlag – Langenwang um 1876 (Aufnahmeblatt der Landesaufnahme): Zimmersdorf, altes Dorf, Lage nicht mehr an der zur Chaussee ausgebauten Semmeringstraße

Das Dorf wurde wohl schon im 11./12. Jahrhundert gegründet, einer zweiten Periode intensiver Besiedelung im Mürztal (Langenwang und Pichlwang wurden vermutlich noch vor 900 begründet, Mürzzuschlag hat wohl slawische Wurzeln), und hieß ursprünglich Simonsdorf. Es ist durch seine Lage an der Straße auf den Semmeringpass geprägt.
Als dann Hönigsberg ab den 1920er Jahren um das Stahlwerk – dem ehemaligen Neuhammer von 1550/60, dann Bleckmann Stahlwerke/Böhler-Bleckmann, heute Böhler Bleche – als Werksiedlung schnell zu wachsen begann, wurde der kleine Ort zunehmend zum Ortsteil Hönigsbergs. 1940 wurden Gutenbrunn, Zimmersdorf und Hönigsberg von Langenwang der Stadt Mürzzuschlag eingemeindet.
Die Ortskapelle, die Steindl-Kapelle, wurde 1889 vom Ziegelwerksbesitzer Anton Steindl gestiftet. Bis 1949 war sie Kirche der Gutenbrunner, Zimmersdorfer und Hönigsberger, dann übersiedelte die Gemeinde in eine Notkirche in Hönigsberg. Die heutige Pfarrkirche, eine umgebaute Werkshalle, wurde 1958 fertiggestellt und geweiht, und Hönigsberg 1962 zur Pfarre erhoben. Die Steindl-Kapelle war dann lange ungenutzt und wurde erst in den späten 1980ern wieder renoviert.
Schon 1878 gründeten Mitglieder der Zimmersdorfer Musikanten und der Knappenmusik Illach den Musikklub Langenwang.